# Карцов, Владимир Александрович
Владимир Александрович Карцов (1860—1938) — генерал-лейтенант русской императорской армии

## Биография
Родился 15 (27) июля 1860 года в дворянской семье.
После окончания Пажеского корпуса в 1879 году выпущен корнетом в конно-гренадерский лейб-гвардии полк. Поручик (ст. 08.04.1884). Штабс-ротмистр (ст. 29.03.1885).
В 1885 году окончил по 1-му разряду Академию Генерального штаба. Капитан Генерального штаба (ст. 26.11.1885). С 26 ноября 1885 по 30 августа 1890 года обер-офицер для особых поручений при командующем войсками Кавказского военного округа. Подполковник (ст. 30.08.1890). Затем — начальник штаба Карсской крепости, в 1894 году — полковник. С 9 октября 1896 по 22 февраля 1900 года штаб-офицер для особых поручений при командующем войсками Кавказского ВО. Начальник штаба Кавказской кавалерийской дивизии (22.02.1900—07.05.1901), командир 15-го драгунского Александрийского полка.
Участвовал в русско-японской войне, был ранен и контужен, награждён золотым оружием с надписью «За храбрость». С 17 апреля 1905 года — генерал-майор. Начальник штаба войск Забайкальской области (21.05—04.09.1905); начальник штаба 2-го Кавказского армейского корпуса (04.09.1905—22.06.1907). Командир 1-й бригады Кавказской кавалерийской дивизии (22.06.1907—14.06.1910). В 1910 году по возрасту уволен со службы генерал-лейтенантом.
В начале Первой мировой войны был возвращён на службу с тем же чином — командовал 1-й бригадой Кубанской казачьей дивизии. С октября 1915 года — в отставке.
С ноября 1917 года вместе со старшим братом П. А. Карцовым был в Добровольческой армии. В марте 1918 года вступил в Кубанскую армию, был начальником обоза во время 1-го Кубанского похода, начальник обоза. C 11.05.1918 до 04.08.1919 был в резерве чинов при штабе Главнокомандующего ВСЮР.
Весной 1919 года отбыл в Сибирь в Ставку Верховного Главнокомандующего адмирала А. В. Колчака, был в белых войсках Восточного фронта: 30 июня 1919 года прикомандирован к штабу Верховного Главнокомандующего адмирала А. В. Колчака, 02 октября 1919 года назначен в распоряжение командира 2-го Степного Сибирского корпуса; участвовал в Сибирском Ледяном походе. В ноябре 1919 года уехал обратно в войска А. И. Деникина. В 1920 году вернулся в Крым. После эвакуации из Крыма в ноябре 1920 года находился с Русской армией в Галлиполи. Председатель офицерского суда чести. Летом 1921 ближайший помощник и переводчик ген. Кутепова. Затем — в эмиграции в Югославии. Председатель объединения 5-го гусарского полка. На май 1930 в инвалидном доме в Рисане. Умер в Бела-Црква в 1938 году.
Был женат. Жена, Варвара Болеславовна, умерла на Лемносе летом 1920 года. У них было двое детей.
В 1896 году в Тифлисе были напечатаны его «Заметки о курдах»

## Награды
- Св. Станислава 3-й ст. (1888)
- Св. Анны 3-й ст. (1891)
- Св. Станислава 2-й ст. (1896)
- Св. Анны 2-й ст. (1899)
- Св. Владимира 4-й ст. (1903)
- Золотое оружие (ВП 29.03.1905)
- мечи к ордену Св. Станислава 2-й ст. (1904)
- мечи и бант к ордену Св. Владимира 4-й ст. (1906)
- Св. Станислава 1-й ст. с мечами (ВП 06.04.1915)
- Св. Владимира 3-й ст. с мечами (1915)
- Св. Анны 1-й ст. с мечами (1916)